# Laevicephalus sylvestris
Laevicephalus sylvestris är en insektsart som beskrevs av Henry Fairfield Osborn och Ball 1897. Laevicephalus sylvestris ingår i släktet Laevicephalus och familjen dvärgstritar. Inga underarter finns listade i Catalogue of Life.